# Cephalanthera falcata
Cephalanthera falcata (tên tiếng Anh là Golden Orchid) là một loài phong lan.

## Hình ảnh

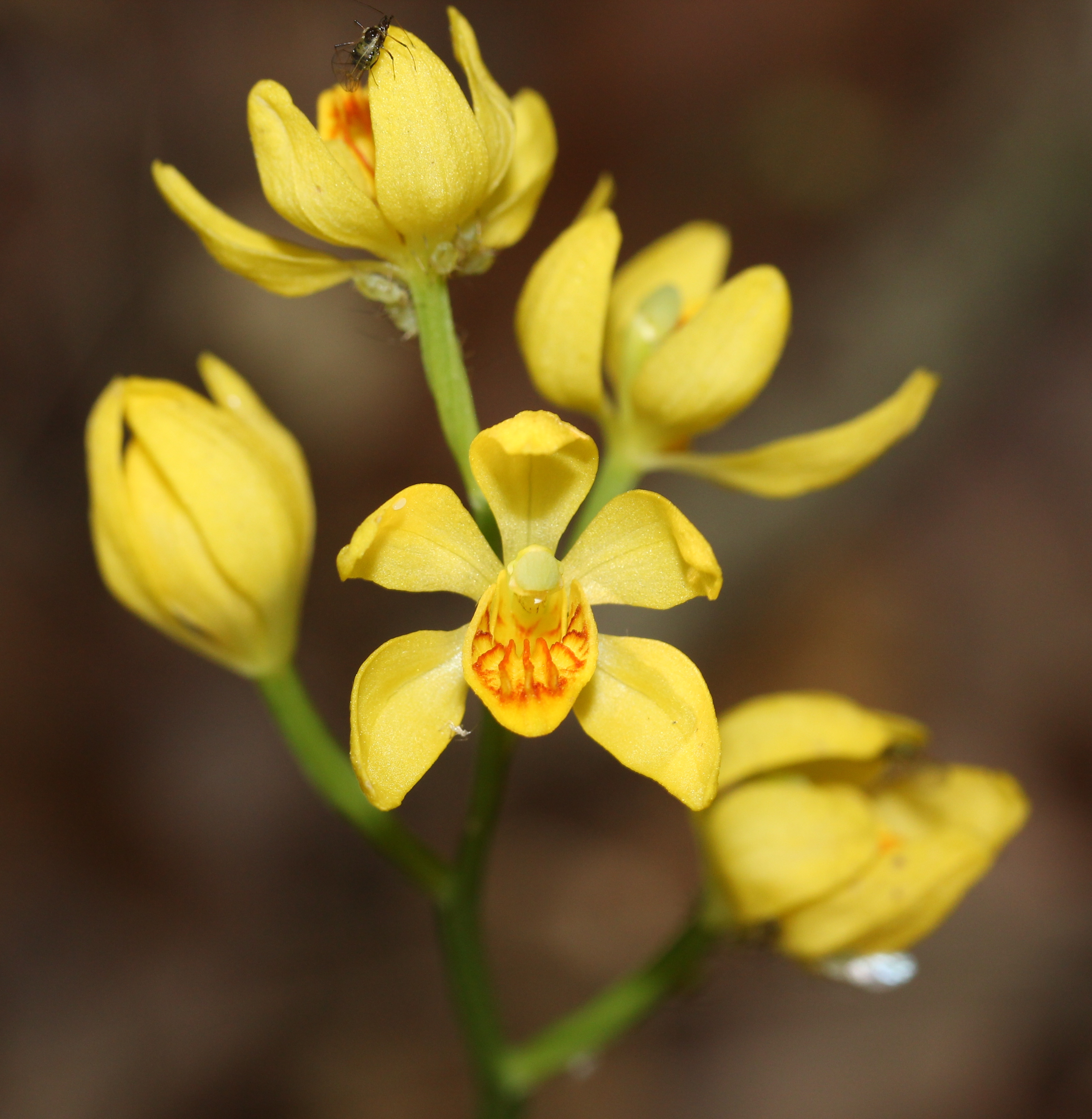
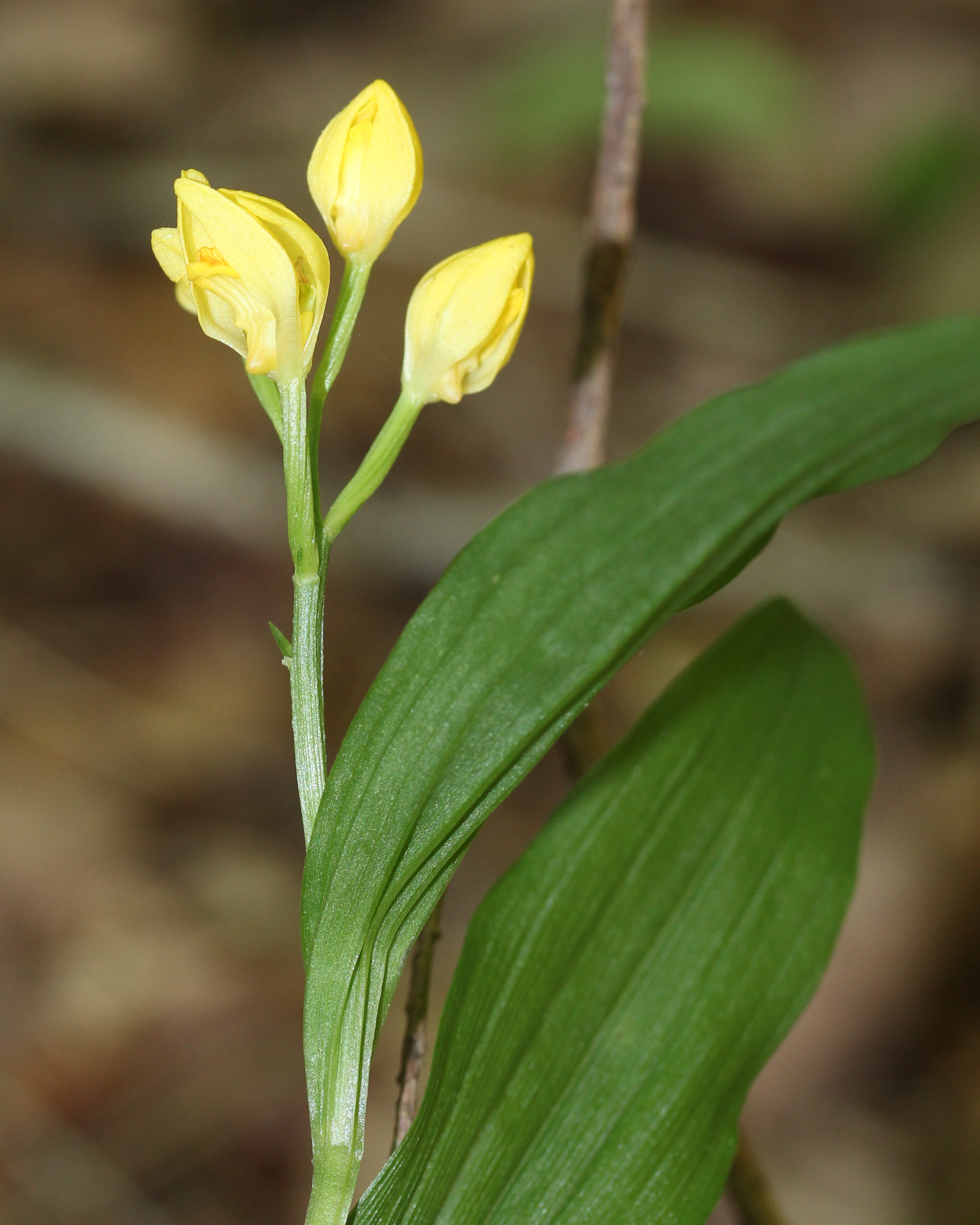
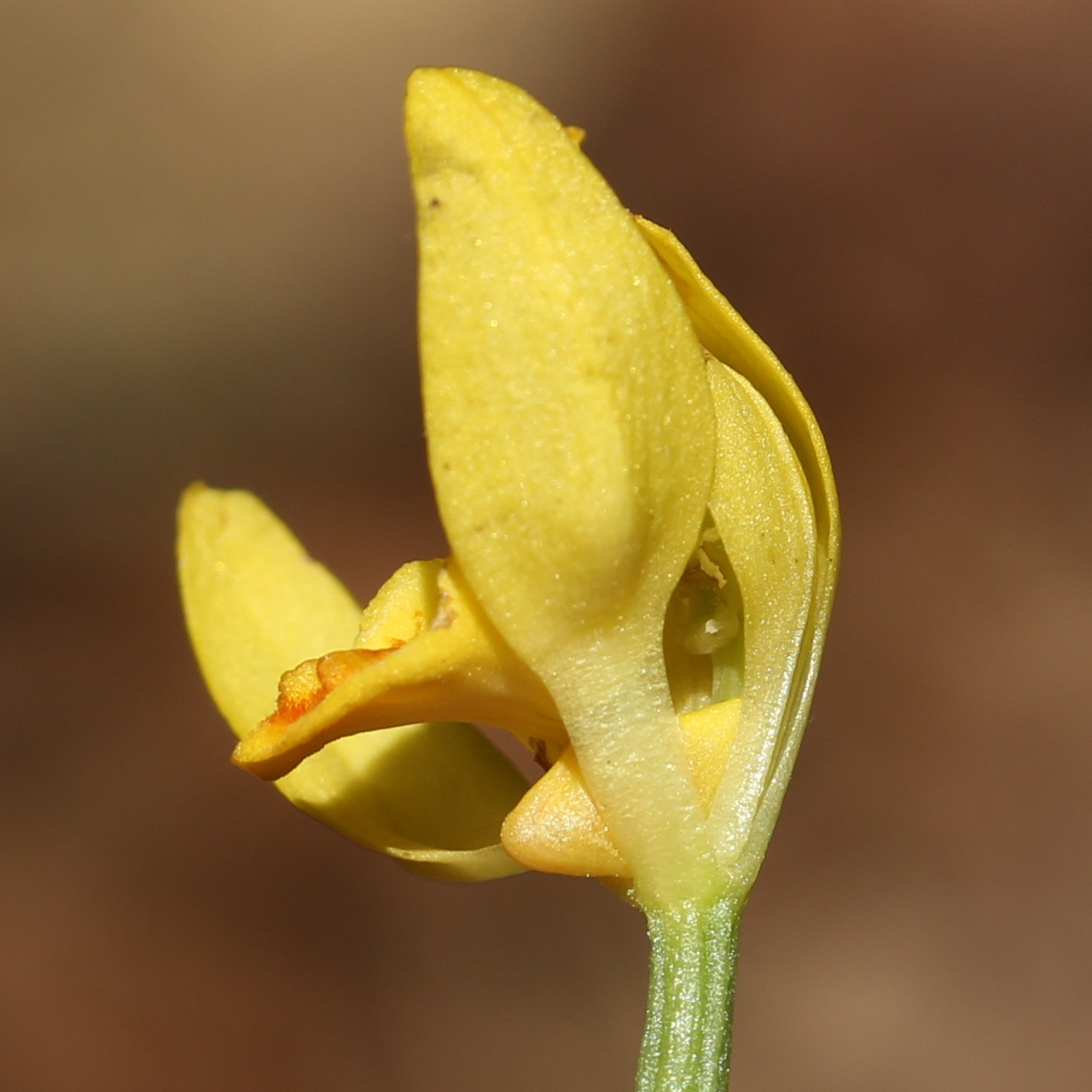
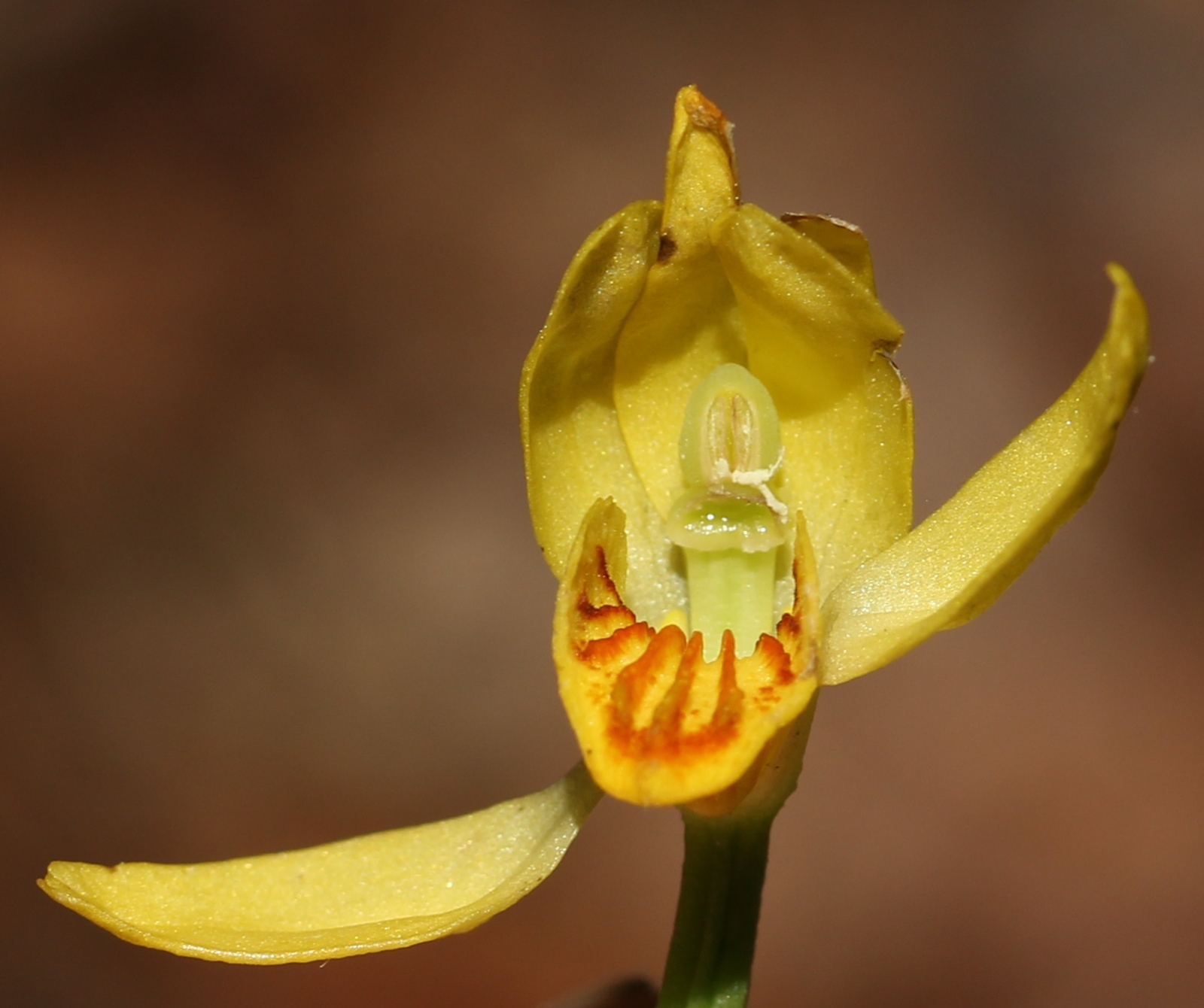